# Сандра Аренас
Сандра Аренас (17 вересня 1993 , Перейра ) — колумбійська легкоатлетка, що спеціалізується на спортивній ходьбі, срібна призерка Олімпійських ігор 2020 року.

## Кар'єра
| Рік                  | Змагання             | Місце проведення         | Місце                | Дисципліна           | Результат            | Примітки             |
| Представник Колумбія | Представник Колумбія | Представник Колумбія     | Представник Колумбія | Представник Колумбія | Представник Колумбія | Представник Колумбія |
| -------------------- | -------------------- | ------------------------ | -------------------- | -------------------- | -------------------- | -------------------- |
| 2012                 | Олімпійські ігри     | Лондон, Велика Британія  | 32                   | ходьба на 20 км      | 1:33:21              |                      |
| 2013                 | Чемпіонат світу      | Москва, Росія            | 22                   | ходьба на 20 км      | 1:32:25              |                      |
| 2015                 | Панамериканські ігри | Торонто, Канада          | 4                    | ходьба на 20 км      | 1:32:36              |                      |
| 2015                 | Чемпіонат світу      | Пекін, Китай             | 19                   | ходьба на 20 км      | 1:33:24              |                      |
| 2016                 | Олімпійські ігри     | Ріо-де-Жанейро, Бразилія | 32                   | ходьба на 20 км      | 1:35:40              |                      |
| 2017                 | Чемпіонат світу      | Лондон, Велика Британія  | 5                    | ходьба на 20 км      | 1:28:10              |                      |
| 2019                 | Чемпіонат світу      | Доха, Катар              | 5                    | ходьба на 20 км      | 1:34:16              |                      |
| 2021                 | Олімпійські ігри     | Токіо, Японія            | 2                    | ходьба на 20 км      | 1:29:37              |                      |